# Йорк (округ, Вірджинія)
Шаблон:StateAbbr_ 37°13′ пн. ш. 76°26′ зх. д. / 37.22° пн. ш. 76.44° зх. д.
Округ  Йорк (англ. York County) — округ (графство) у штаті  Вірджинія, США. Ідентифікатор округу 51199.

## Демографія
За даними перепису 2000 року загальне населення округу становило 56297 осіб, зокрема міського населення було 50952, а сільського — 5345. Серед мешканців округу чоловіків було 27650, а жінок — 28647. В окрузі було 20000 домогосподарств, 15887 родин, які мешкали в 20701 будинках. Середній розмір родини становив 3,15.
Віковий розподіл населення поданий у таблиці:
| Стать    | До 15 років | 15-21 | 22-29 | 30-39 | 40-49 | 50-65 | 65-85 | Понад 85 |
| -------- | ----------- | ----- | ----- | ----- | ----- | ----- | ----- | -------- |
| Чоловіки | 6871        | 2746  | 2073  | 4404  | 4721  | 4593  | 2135  | 107      |
| Жінки    | 6573        | 2495  | 2114  | 4810  | 5018  | 4743  | 2610  | 284      |

## Суміжні округи
- Глостер — північ
- Метьюз — північний схід
- Нортгемптон — схід
- Покосон — південний схід
- Гемптон — південь
- Ньюпорт-Ньюс — південний захід
- Джеймс — захід
- Вільямсбург — захід

## Виноски
1. ↑  U.S. Decennial Census. United States Census Bureau. Архів оригіналу за 26 квітня 2015. Процитовано 5 січня 2014.
2. ↑  Historical Census Browser. University of Virginia Library. Архів оригіналу за 11 серпня 2012. Процитовано 5 січня 2014.
3. ↑  Population of Counties by Decennial Census: 1900 to 1990. United States Census Bureau. Архів оригіналу за 15 грудня 2013. Процитовано 5 січня 2014.
4. ↑  Census 2000 PHC-T-4. Ranking Tables for Counties: 1990 and 2000 (PDF). United States Census Bureau. Архів оригіналу (PDF) за 18 грудня 2014. Процитовано 5 січня 2014.
5. ↑  State & County QuickFacts. United States Census Bureau. Архів оригіналу за 23 липня 2011. Процитовано 5 січня 2014.(англ.) Наведено за англійською вікіпедією.
6. ↑  American FactFinder. Бюро перепису населення США. Архів оригіналу за 21 травня 2008. Процитовано 31 січня 2008.

| США | Це незавершена стаття з географії США. Ви можете допомогти проєкту, виправивши або дописавши її. |